# Bernard Gérard (compositeur)
Pour les articles homonymes, voir Bernard Gérard.
Bernard Gérard, né le 26 avril 1930 à Mouvaux (Nord) et mort le 29 juin 2000 à Etterbeek (Belgique), est un pianiste, compositeur, orchestrateur et arrangeur musical français. Il fonda son propre orchestre qu'il dirigeait pour interpréter ses musiques, ainsi que les arrangements qu'on lui confia. Il fut le premier assistant de François de Roubaix. Fidèle collaborateur pour la mise en musique des albums de Pierre Perret, il l'accompagna durant treize années, soit de 1973 à 1986. Bernard Gérard consacrera sa fin de vie à écrire des musiques de téléfilms et de séries télévisées.

## Biographie
Dans les années 1960, il est l'un des principaux orchestrateurs du compositeur Michel Magne après avoir réussi auprès de ce dernier comme premier assistant. En 1963 à la demande des Chats Sauvages, il compose et enregistre deux orchestrations de violons avec le groupe, figurant sur leur 3e album sorti en mars de l'année. À partir de 1965, il débute lui-même une carrière de compositeur de musiques de films, en particulier pour Georges Lautner : Ne nous fâchons pas (1966), La Grande Sauterelle (1967), La Route de Salina (1971), mais aussi pour Jean-Pierre Melville (Le Deuxième Souffle, 1966).
En 1967, il réalise ses arrangements vraisemblablement les plus célèbres : l'orchestration feutrée de Déshabillez-moi, chanson la plus populaire de Juliette Gréco (paroles de Robert Nyel et musique de Gaby Verlor).
Il a un fils qui est professeur de batterie à l'école de musique nommée Music 3000 de Saint-Laurent-du-Var et qui fut également l'un des batteurs du chanteur Gilbert Montagné.
Il est décédé le 29 juin 2000 dans sa soixante et onzième année.

## Compositions de bande originale pour le cinéma
Avec Michel Magnearrangements et orchestrations
Avec François de Roubaixarrangements et orchestrations
- 1965 : Les Grandes Gueules de Robert Enrico
- 1966 : L'Extraordinaire Petros - Série de l'ORTF réalisée par Pierre Goutas
- 1967 : Les Aventuriers de Robert Enrico
- 1970 : Les Enquêteurs associés - Feuilleton télévisé de l'ORTF réalisé par Gilles Grangier

Longs-métrages
- 1965 : Les Baratineurs de Francis Rigaud
- 1966 : Ne nous fâchons pas de Georges Lautner
- 1966 : Le Deuxième Souffle de Jean-Pierre Melville
- 1966 : Le Solitaire passe à l'attaque de Ralph Habib
- 1967 : La Grande Sauterelle de Georges Lautner
- 1967 : Un idiot à Paris de Serge Korber
- 1967 : Le Fou du labo 4 de Jacques Besnard
- 1968 : Faites donc plaisir aux amis de Francis Rigaud
- 1969 : Z de Costa-Gavras
- 1970 : Des vacances en or de Francis Rigaud
- 1971 : La Route de Salina de Georges Lautner
- 1971 : La Maffia du plaisir de Jean-Claude Roy
- 1973 : Lucien Leuwen de Claude Autant-Lara
- 1973 : Les confidences de Sandra de Jean-Claude Roy
- 1973 : L'Insolent de Jean-Claude Roy
- 1974 : Ce Cher Victor de Robin Davis
- 1977 : Gloria de Claude Autant-Lara

Téléfilms, feuilletons et séries
- 1967 : Saturnin Belloir Série de l'ORTF réalisée par Jacques-Gérard Cornu (voir aussi "La belle Age (Saturnin Belloir)" ∫  EP 45T Disque Vogue EPL 8507
- 1968 : Gorri le diable Série de l'ORTF réalisée par Jacques Celhay, Rodolphe-Maurice Arlaud et Jean Faurez (voir aussi "C'est Sur Un Air De Guitare (chanté par Jean-Paul Cara)" ∫  EP 45 Disque Philips 370490
- 1975 : La Rôtisserie de la reine Pédauque de Jean-Paul Carrère
- 1981 : Anthelme Collet ou le brigand gentilhomme Feuilleton de Jean-Paul Carrère
- 1988 : Maria Vandamme mini-série de Jacques Ertaud
- 1990 : Un enfant dans la tourmente de Piero Schivazappa
- 1991 : La Milliardaire de Jacques Ertaud
- 1992 : Soleil d'automne mini-série de Jacques Ertaud
- 1995 : Les Allumettes suédoises mini-série de Jacques Ertaud
- 1997 : L'Instit : épisode L'une ou l'autre réalisé par Pascale Dallet
- 2000 : L'Instit : épisode Ting Ting réalisé par Pascale Dallet

Documentaires
- 2010 : De Gaulle et ses gorilles de Frédéric Decossas et Renaud Fessaguet

## Compositions de titres de musique pour la chanson
Pour la chanteuse Eva
- 1966 : L'Homme blanc dans l'église noire (paroles de Frank Gérald[2] sur l'album Comme les blés)

Pour le chanteur Bernard Haillant
- 1969 : Boulangerie

Pour la chanteuse Mannick
- 1976 : Je t'aime

Pour le chanteur Jean-Claude Pascal
- 196?

Avec n'importe qui (paroles de Sophie Makhno)
C'était toute ma jeunesse (paroles de Sophie Makhno)
Pour la chanteuse et parolière Sophie Makhno
- 1967

Les mots
Moi, je veux bien
- 1968

Comme papa
- 1969

Cause Toujours
Bretagne
Car tu es la musique
Je t'aime
L'orangerie
- 1971

J'aime la vie et j'aime l'amour
Un gros câlin
- 1972

La fiancée du gangster
- 1976

Les bottines à boutons
- 1982

La machine à deux roues
- Chansons pour les enfants (datation incertaine)

En passant par chez les ours
L'anaconda du Colorado
Le renard s'en va-t-au marché
Pour le groupe Les Enfants du Monde
- 197?

La nuit descend  (paroles de Sophie Makhno)
Pour faire le tour de la Terre  (paroles de Sophie Makhno)
Pour l'acteur Michel Piccoli
- 1976

L'art d'aimer
Alors, c'est qui ?

## Enregistrements personnels ou au titre uniquement de chef d'orchestre
Pour la chanteuse canadienne Pauline Julien avec l'orchestre Bernard Gérard
- 1966 : Le temps passe (en public à Bobino)  ∫  LP 33T CBS Édition spéciale ES 1

Claude Ciari, Bernard Gérard and The The Batucada 7
- 1970 : Claude Ciari And The The Batucada 7 (avec Bernard Gérard au piano)  ∫  LP 33T Pathé Marconi EMI – 2C 062 10820
- 1972 : Asturias  ∫ Disques Pathé Marconi /  LP 33T Pathé Marconi EMI – 2C 048 50771 (Bernard Gérard coécrit les titres de l'album avec Claude Ciari et signe les arrangements de l'album).

Bernard Gérard et son orchestre
- 1971 : Trafic de Jacques Tati. Bande originale composée par Charles Dumont et interprétée pour l'enregistrement par Bernard Gérard et son orchestre.

Pour la chanteuse Véronique Sanson avec l'orchestre Bernard Gérard
- 1976 : Live At The Olympia ∫  Disques WEA France (uniquement Titres 4, 7, 10)

Pour la série Patchwork (Musiques enregistrées pour l'illustration musicale de films et d'émissions radiophoniques)
- 197? : Carnet de bal / De Versailles à Nogent  ∫  LP 33T Patchwork PW 15
- 197? : Dramatique / Action thèmes  ∫  LP 33T Patchwork PW 20
- 197? : Le romantisme bucolique et champêtre  ∫  LP 33T Patchwork PW 25
- 1977 : Clavecins / Claviers d'hier et d'aujourd'hui  ∫  LP 33T Patchwork PW 31
- 1979 : Bois  ∫  LP 33T Patchwork PW 48

Bernard Gérard
- 1977 : Tempo : Musique pour l'éducation psychomotrice  ∫  LP 33T Unidisc UD 30 1341
- 1978 :  Si nous dansions... (Jeux pour les enfants)  ∫  LP 33T Unidisc UD 30 1361
- 1978 :  Deux ans, chante  ∫  EP 45T 2 titres RCA Victor PW 8161
- 1981 : L'Univers symphonique de Charles Trenet  ∫  LP 33T Vanstory  67 913 (musique des chansons de Trenet réorchestrée suivant des modèles d'œuvres classiques de Ravel, Mahler, Sibelius, Grieg…)
- 1982 : Libre Essor (pour la relaxation)  ∫  LP 33T Auvidis – AV 4131
- 1994 : Glamourous  ∫  CD MCT543

Daniel Faure et Bernard Gérard
- 1979 : Néo-Classique d'Aujourd'Hui  ∫   LP 33T Publications Francis Day – PFD 1001
- 1979 : Néo-Classique d'Aujourd'Hui : Piano et Clavecin  ∫   LP 33T Publications Francis Day – PFD 1003

Jacqueline Danno, Bernard Gérard et son orchestre
- 197? : Chante la musique - les percussions∫   Livre disque RCA /Armand Colin Bourrelier - Stéréo CF 506

## Arrangements, orchestrations et direction d'orchestre

### Enregistrements au format LP 33T
Pour Les Chats Sauvages dans leur 3e album en Mars 1963.
- 1963 : Écriture d'une orchestration pour violons dans une chanson, "John, c'est l'amour" et une ballade instrumentale, "Horizon" à la suite de leur demande.

Pour la chanteuse canadienne Pauline Julien avec l'orchestre de Jean-Claude Petit
- 1966 : Pauline Julien chante Boris Vian  ∫  LP 33T CBS 62764

Pour Sophie Makhno
- 1967 : Pour Lui ∫ CBS - 63 084
- 1969 : Teuf Teuf ∫ CBS - 63 581
- 1972 : Les Hommes, les hommes, les hommes ∫ Disque Spinaker / Sonopresse - SP 39 510

Pour le chanteur Félix Leclerc
- 1969 : J'inviterai l'enfance  ∫  LP 33T Philips 849 461

Pour Pierre Perret
- 1974 : Le Zizi ∫  LP 33T Adèle AD 39 506
- 1975 : Pierre Perret 15 ans de chansons Coffret 6 LP ∫  LP 33T Adèle AD 39 508 à AD 39 513 (6 LP)
- 1976 : Papa, maman ∫  LP 33T Adèle AD 39 518
- 1977 : Pierre Perret - Lili (10 nouveaux titres) ∫  LP 33T Adèle AD 39 522
- 1979 : Pierre Perret - (10 nouveaux titres) ∫  LP 33T Adèle AD 39 524
- 1979 : Bobino 79 - (Double album en public) ∫  LP 33T Adèle AD 39 527
- 1981 : C’est l’printemps ! ∫  LP 33T Adèle AD 39 532
- 1983 : Pierre Perret - (10 nouveaux titres) ∫  LP 33T Adèle AD 39 533
- 1984 : Bobino 84 - (Double album en public) ∫  LP 33T Adèle AD 39 535
- 1986 : Irène ∫  LP 33T Adèle AD 39 536

Pour le chanteur Bernard Haillant (arrangements seulement)
- 1978 : Ballades d'un Arlequin  ∫  LP 33T Arc en ciel SM 30.903
- 1981 : Des mots chair, des mots sang  ∫  LP 33T Arc en ciel SM 30.1121 (Cet album a été récompensé par le Grand Prix de l'Académie Charles-Cros).
- 1984 : Du vent, des larmes et autres berceuses  ∫  LP 33T Arc en ciel SM 30.1284
- 1987 : Remonter la rivière  ∫  LP 33T Autoproduction / Arc en ciel SM 37 ?

Pour Véronique Sanson (arrangements seulement)
- 1990 : Symphonique Sanson (19 titres en public avec l'orchestre symphonique Fisyo de Prague ∫  Double LP 33T et CD WEA France 9031-72139 (album double disque d'or - Orchestrations de Bernard Gérard sauf : Jean-Claude Vannier (1. 14. 15. 19.), Michel Bernholc (3. 18.))

Pour la chanteuse Nicole Rieu (composition et arrangements de plusieurs titres)
- 1993 : Bonjour la fête ! Nicole Rieu chante pour les enfants  ∫  CD Corélia CC 893 738

Pour Charles Aznavour
- 1992 : Aznavour 92
- 1994 : Ton doux visage, Je t'aime,Trenetement.
- 1997 : Plus bleu (arrangements et direction d'orchestre).

Pour le groupe "Tri Yann"
- 1998 : orchestrations pour l'Orchestre Symphonique des Pays de Loire.

Pour Eddy Mitchell
- 2000 : "Bercy 2000" : orchestrations pour l'Orchestre Symphonique Européen.

### Enregistrements au format EP 45T- 2 ou 4 titres
pour Christina (avec André Borly)
- 196? : A1. Tiens, voilà - A2. Quand je rêve, c'est de toi / B1. Si les oiseaux - B2. C'est peu de dire ∫  EP 45T Barclay 71298

pour Éric Vincent
- 1967 : A1. Albinoni - A2. Stella / B1. Rebecca - B2. Ensemble ∫  EP 45T Festival 1541
- 1968 : A1. Le pitre - A2. Sur la terre / B1. Le chercheur d'Or - B2. La rose et le violoncelle ∫  EP 45T Festival 1568

pour Patachou
- 196? : A1. Quand L'oiseau Chante / B1. Tu M'as Donné La Vie (my way of life) ∫  EP 45T CBS 3989

pour Myriam Anissimov
- 196? : A1. Bien après minuit / B1. Le juge était parti manger ∫  EP 45T Polydor 66679

pour Guy Bontempelli
- 1966 : A1. La valse - A2. "Comme dans tes chemins..." / B1. J'oublie ton nom - B2. Alice ∫  EP 45T Pathé Marconi – EG 998

pour Anne Vanderlove
- 1968 : A1. Les petits cafés - A2. "La princesse, la rose et le tambour" / B1. Les Fusils - B2. Notre Maison ∫  EP 45T Pathé Marconi – EG 7

pour Théo Sarapo
- 1969 : Les Aventuriers :  • A1. Les Aventuriers (reprise) - A2. Dans la nuit / B1. Oui, je veux vivre - B2. À tort ou à raison ∫ EP 45T EMI - Columbia 2C 016 -10.056 (Direction et orchestre de Bernard Gérard)

pour David Alexandre Winter
- 197? : A1. L'enfant de Sainte-Croix / B1. Monsieur Melody ∫  EP 45T Riviera 121394

Pour Dany Danielle Anne Germain et l'orchestre de Bernard Gérard
- 1970 : A1. Fait chaud (musique de Bernard Gérard)  / B1. Metropolitan waltz (indicatif de l’émission de Jean-Pierre Foucault sur RMC - musique de Bernard Gérard) ∫  EP 45T Disc’AZ Série Gémeaux / Discodis SG 203

Pour Pierre Perret
- 1973 : A1. A poil / B1. Electra ∫ EP 45T Adèle AD 45 817
- 1974 : A1. Ne partez pas en vacances / B1.Un chagrin d’amour ∫  EP 45T Adèle AD 45 819
- 1975 : A1. Totor / B1. Vaisselle cassée - B2. Donnes-nous des jardins ∫  EP 45T Adèle AD 45 824
- 1976 : A1. La photo / B1. La sieste ∫  EP 45T Adèle AD 45 825
- 1976 : A1. On n’a pas trouvé la mer / B1. J’aime ∫  EP 45T Adèle AD 45 829
- 1978 : A1. À cause du gosse / B1. ça va te faire du bien ∫  EP 45T Adèle AD 45 836
- 1979 : A1. Nous maigrirons ensemble - A2. Nous maigrirons ensemble (instrumental)  BOF du film ∫  EP 45T Adèle AD 45 839  (Face "A")
- 1979 : B1. Charles et Lucie - B2. charles et Lucie (instrumental)  BOF du film ∫  EP 45T Adèle AD 45 839 (Face "B")
- 1980 : A1. Terminé Charlie / B1. Prune des bois ∫  EP 45T Adèle AD 45 841
- 1982 : A1. Les coups au cœur / B1. Un temps pour tout ∫  EP 45T Adèle AD 45 845
- 1986 : A1. La Fille aux petits frissons / B1. La fille aux petits frissons (instrumental)   BOF du film L'État de grâce ∫  EP 45T Carrère 14 150

Pour Michel Piccoli
- 1976 : A1. L'art d'aimer / B1. Alors, c'est qui ? ∫  EP 45T Adèle AD 45 820

Pour l'abbé Noël Colombier
- 197? : A1. Un enfant de ce temps / B1. Le monde au soleil de l'amour - B2. La colombe au rameau d'Olivier ∫  EP 45T Unidisc EX 45…
- 197? : La chanson de Jackie no 9 • A1. La vie chante devant toi - A2. La chanson du vent / B1. L'aventure - B2. Chant de promesse ∫  EP 45T Unidisc EX 45 498 (avec l'orchestre Bernard Gérard et Les Clarines)

Musique liturgique et sacrée
- 197? : Viens parmi nous (Volume 4)  ∫  EP 45T Unidisc EX 45 436
- 197? : Viens parmi nous (Volume 7)  ∫  EP 45T Unidisc EX 45 504
- 197? : Viens parmi nous (Volume 8)  ∫  EP 45T Unidisc EX 45 518

Pour Sophie Makhno (disques pour les enfants avec piste de play-back)
- 197? : EP Les Animaux de Sophie no 4 • A1. En passant par chez les ours / B1. … (instrumental)  ∫  EP 45T Carrère 14 1??

Pour Jeannine Coriou (disques pour les enfants)
- 197? : EP Jeux pour les enfants • A1. … / B1. …   ∫  EP 45T Carrère 14 1??

Pour Michel Dumont et Serge Franklin (arrangement seulement)
- 1984 : A1. Des Grives Aux Loups BOF de la série / B1. Un Peu D'enfance ∫  EP 45T EMI 1728 717

## Représentation des œuvres de l'artiste
Sidomusic, l'un des plus larges catalogues de compositeurs français de la nouvelle vague représente une partie de l'œuvre musicale pour film de Bernard Gérard (activité "Partitions"). Le Groupe des éditions Liechti auquel appartient l'éditeur Sidomusic représente plus 85 000 œuvres pour le cinéma dans le monde.